# Франческо Дандоло

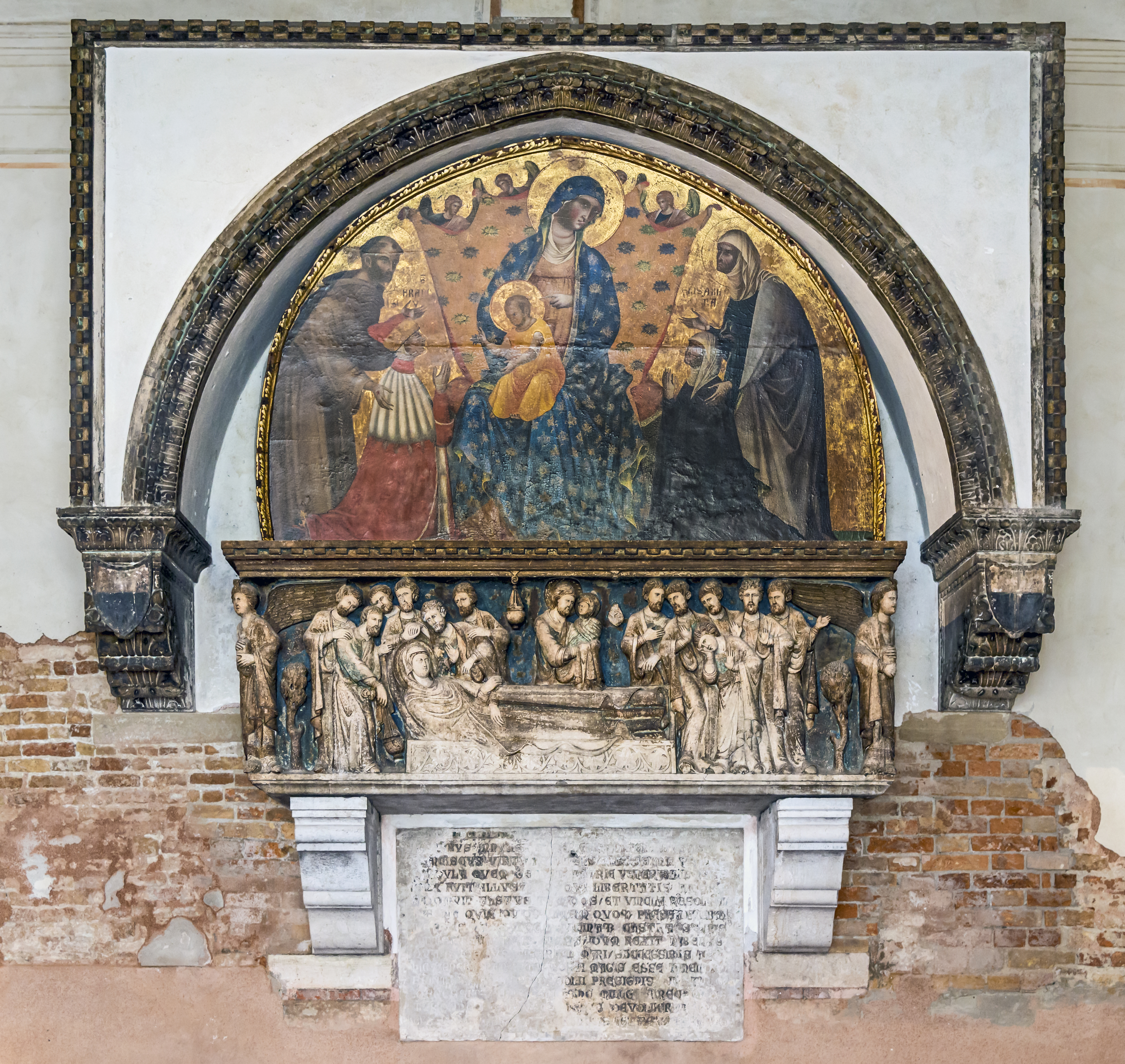
Пам'ятник дож Франческо Дандоло

Франческо Дандоло (італ. Francesco Dandolo) — 52-й венеційський дож у 1329—1339 роках.

## Біографія
Належав до давньої родини патриціїв Дандоло, однієї з найдавніших так званих «дванадцяти апостольських» (відомих як «Казе векк'є»). Онук Андреа Дандоло, брата дожа Енріко Дандоло. Син Франческо Дандоло, з гілки Сан-Лука, який спадкував основні статки свого стрийка Енріко Дандоло, патріарха Градо. Про початком кар'єри обмежені відомості. У 1302—1304 роках був байло Негропонте.Був суддею у справі Джорджо I Гізі, триарха Негропонте, щодо поділу здобичі після захоплення островів Кеа і Серіфос.
1307 року був членом Ради сорока. 9 квітня 1309 року від імені Республіки підписав торгівельний договір з Тревізо.
1312 року разом з Карло Кверіні очолив посольство до папи римського Климента V для проведення мирних перемовин стосовно завершення Феррарської війни. Назагал вони були успішними: 26 січня 1313 року призвели до зняття інтердикту та відлучення від церкви. З цим пов'язують цікавий випадок — він з'явився до папи з ланцюгом на шиї, просячи зняття відлучення. після цього набув прізвисько пес (кане) 17 лютого 1313 року було укладено мир, що було закріплено у булі Decet sedis. Венеції було дозволено здійснювати свою комерційну діяльність у Феррарі, тоді як Республіка визнали владу Папської держави над цим містом та зобов'язалася компенсувати папі римському витрати на війну.
У 1314 році перебував в Румелії. 15 грудня 1315 року він перебував у Каподістрії як арбітр у суперечці щодо деяких земель, зайнятих Генріхом II, графом Горіції. 6 березня 1317 року вів перемовини з Тревізо щодо укладання нового договору. Того ж року вдруге призначається байло Негропонте. Перебував на посаді до 1319 року включно. 
1320 року вів перемовини з епірським деспотом Миколаєм Орсіні щодо допомоги останньому в обмін на надання венеційцям порту Бутрінт, але марно. У 1321 році він знову стає подестою Каподістрії, у серпні 1321 року — ректором (намісником) Зари. 8 грудня 1321 року уклав договір з аквілейським патріархом Пагано делла Торре стосовно спільних дій проти графства Горіція.
2 квітня 1326 року його було внесено до списку кредиторів флорентійця Андреа Пілестрі, а наступного 9 травня – до списку десяти мудреців, обраних для вивчення питань Негропонте. 

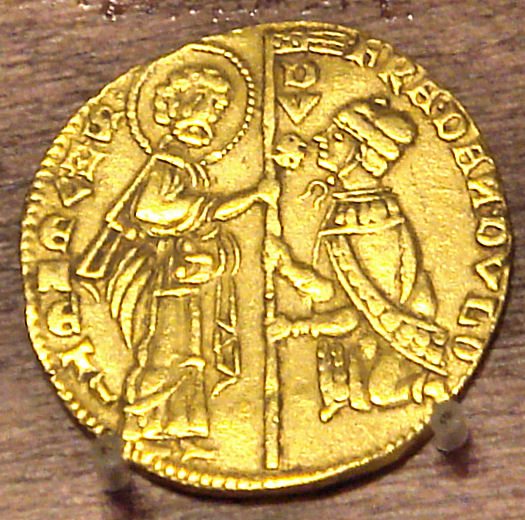
Цехін Франческо Дандоло

4 січня 1329 року обирається з дожем. За його правління збільшилися напади піратів з турецьких бейликів на венеційські торгівельні судна. 
1335 року Венеція долучилася до Антиверонської ліги, куди увійшли Флоренція, Мілан, Феррара, Перуджа, Мантуя, Папська держава, Сієна та Болонья. 1338 року венеційські війська допомогли відновити владу роду Каррара в Падуї, поваливши Альберто II делла Скала. У місті було поставлено сеньйором Марсіліо де Каррара. 24 січня 1339 року за Венеційською угодою по завершенню війни з Вероною Республіка отримала у володіння міста з контадо Тревізо і Кастельфранко. 
Франческо Дандоло помер у тому ж 1339 році. Його було поховано у Санта-Марія-Глоріоза-дей-Фрарі.